# Sola en la foscor
Sola en la foscor (títol original en anglès Wait Until Dark) és una pel·lícula estatunidenca dirigida per Terence Young i estrenada l'any 1967. Ha estat doblada al català.

## Repartiment
- Audrey Hepburn: Susy Hendrix, una jove cega d'un accident automobilístic
- Alan Arkin: Harry Roat, un cervell criminal de sang freda
- Richard Crenna: Mike Talman, un estafador
- Jack Weston: Carlino, soci de Talman, un ex policia
- Samantha Jones: Lisa, una estafadora
- Julie Herrod: Gloria, una noia, veïna de Susy
- Efrem Zimbalist Jr.: Sam Hendrix, espòs de Susy, un fotògraf professional